# Óriásvirágúak
Az óriásvirágúak (rafléziavirágúak, Rafflesiales) a növényrendszertan egyik érvénytelen taxonja. A hagyományos rendszertanokban (pl. Cronquist-rendszer, Tahtadzsján-rendszer, Borhidi-rendszer, Dahlgren-rendszer, Thorne-rendszer) a Rosidae (rózsaalkatúak) alosztály egyik rendje volt három családdal:
- óriásvirágfélék (Rafflesiaceae) — 7 nemzetséggel,
- Mitrastemonaceae — egyetlen nemzetség (Mitrastemon) két fajával,
- Hydnoraceae — 2 nemzetséggel,

A három, összesen kb. 60 fajt számláló családot főleg az rokonította egymással, hogy mindegyikben kizárólag nagy virágú élősködő növények szerepeltek. Ez a szemlélet még a 2000-es évek elején is tartotta magát, bár egyre több jel utalt a rend parafiletikus voltára. A molekuláris genetikai vizsgálatok eredményeinek hatására végül a rendet megszüntették, három osztályát pedig egymástól meglehetősen távol eső kládokba sorolták be.

## Leírása
Fajai más növények gyökerein vagy szárán élősködnek. A legtöbb faj vegetatív szervei szélsőségesen elcsökevényesedtek. Az óriásvirágfélék (Rafflesiaceae) vegetatív része néhány, a gazdanövény szöveteiben élő fonálszerű sejtsorrá, a Hydnoraceae családé a föld alatt kúszó, rizomatoidnak nevezett szervvé redukálódott. Amelyiknek még van szára, az nem ritkán torz, érdekes formákat ölt. Egyesek levei pikkelyekké csökevényesedtek, a többiekéi teljesen eltűntek. Klorofilljuk nincs. Mivel fotoszintetizálni nem képesek, minden tápanyagukat a gazdanövényből veszik fel.
Igen jól fejlett virágaik mérete a parányitól az óriáséig terjed; utóbbi eklatáns példája az óriás bűzvirág (Rafflesia arnoldii), a Föld legnagyobb virága..